# Lambeosaurus
Il lambeosauro (gen. Lambeosaurus) era un dinosauro erbivoro, appartenente agli adrosauridi. Visse nel Cretaceo superiore (circa 76-75 milioni di anni fa). I suoi resti fossili sono stati ritrovati nella provincia canadese dell'Alberta, negli USA e nel Messico.

## Il dinosauro di Lambe

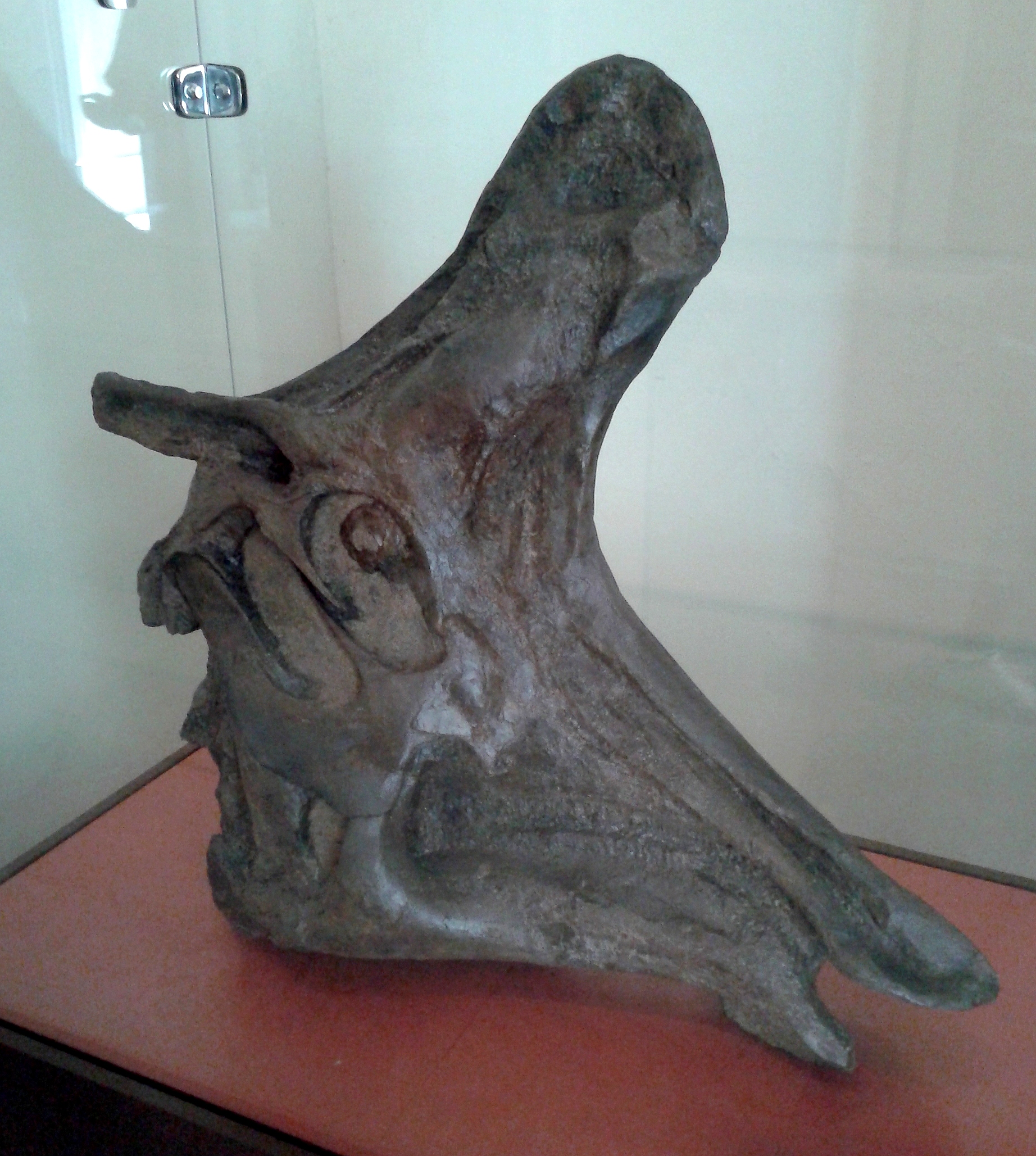
Cranio

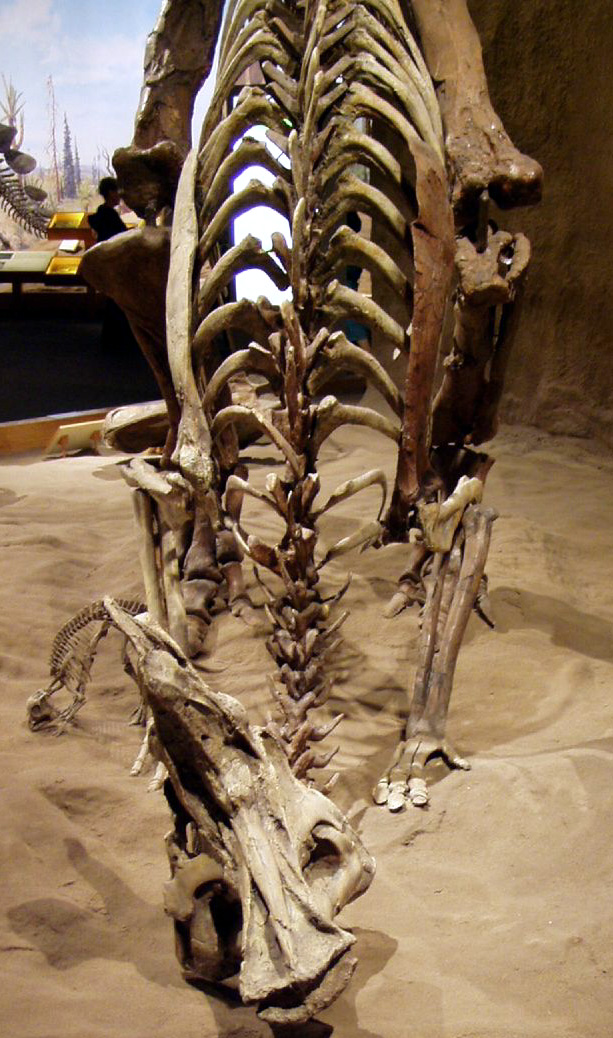
Scheletro montato

Questo dinosauro vegetariano, come tutti gli appartenenti alla sua famiglia, era quadrupede, ma se minacciato spiccava la corsa sulle potenti zampe posteriori. Probabilmente aveva la pelle ricoperta di squame di vivaci colori, che si adattavano tra loro come le tessere di un mosaico. Vista acuta, fine odorato e fiuto sottile lo aiutavano ad individuare i pericoli. Il nome Lambeosaurus vuol dire "rettile di Lambe", dal nome del paleontologo canadese Lawrence Lambe.

## Una cresta misteriosa
Il Lambeosaurus aveva una cresta a forma di manopola munita di uno spuntone osseo, simile a un pollice. Quella dei maschi era più grande di quella delle femmine. Alcuni studiosi ritengono che quando il dinosauro si immergeva sott'acqua, la cresta fosse utilizzata come presa d'aria, come si ipotizza sul Parasaurolophus. Se così fosse stato, però, la sommità della cresta avrebbe dovuto essere dotata di un foro, che nella cresta del lambeosauro non è presente. Si scoprì che quando l'aria entrava nella cresta del Parasaurolophus, veniva prodotto un suono uguale a quello di un corno medievale: con tutta probabilità anche il Lambeosauro emetteva un verso di richiamo assai caratteristico. In poche parole, è probabile che il Lambeosaurus utilizzasse la cresta per emettere suoni acuti, come detto prima, simili a quelli di corni medievali.

## Fitta dentatura
Nel cranio del lambeosauro, lungo circa 2 m, vi erano centinaia di piccoli denti aguzzi per frantumare aghi di pino, ramoscelli legnosi e semi. Quando i denti si usuravano, venivano sostituiti da nuovi. La parte anteriore della bocca era sprovvista di denti ed era simile ad un becco osseo, come nel cranio di Parasaurolophus.

## Specie
Di questo dinosauro si conoscono varie specie, la più grande delle quali (Lambeosaurus laticaudus, del Messico) era davvero gigantesca: probabilmente poteva raggiungere i 15 metri di lunghezza e pesare più di 20 tonnellate, rappresentava uno dei più grandi adrosauri. I fossili, tuttavia, sono frammentari. Lambeosaurus lambei, invece, era la più comune, mentre Lambeosaurus magnicristatus possedeva un'insolita cresta particolarmente alta.